# Philodamia hilaris
Espèce
Philodamia hilaris est une espèce d'araignées aranéomorphes de la famille des Thomisidae.

## Distribution
Cette espèce est endémique de Singapour.

## Description
Les femelles mesurent de 3,25 à 3,5 mm.

## Systématique et taxinomie
Cette espèce a été décrite par Thorell en 1895.

## Publication originale
- Thorell, 1895 : « Decas aranearum in ins. Singapore a Cel. Th. Workman inventarum. » Bollettino della Società Entomologica Italiana, vol. 26, no 3/4, p. 321-355 (texte intégral).